# 1990 (曲)
「1990」（いちきゅうきゅうぜろ）は、COMPLEXの楽曲で2枚目のシングル。

## 背景
1990年代突入と共に制作された楽曲。歌詞からはラブソングのニュアンスの曲として見られるが、前年に勃発したベルリンの壁崩壊、天安門事件、東欧革命など、当時の激動する世界情勢を憂慮した歌詞でもある。
実際、作詞を担当した吉川晃司は当時の世界の劇的な変化を歌詞に盛り込もうと東欧を2週間かけ廻っている。その一方で既にユニットとして空中分解状態であったCOMPLEXの存続を望む吉川の心境も歌詞に込められているのではないかという指摘がある。
作曲を担当した布袋寅泰は本楽曲を完成させた時に「会心の出来」と語っていた程、思い入れの強い楽曲となっている。
1990年11月8日に東京ドームで行われたライブを最後にCOMPLEXは無期限活動休止（事実上の解散）となったため、COMPLEX名義では最後のシングルとなった。
なお、2011年に期間限定にて再結成したライブ『日本一心』以降は、ラストの歌詞「振り向かずに歩いていく」を「振り向かずに歩いて行こう」と変更して歌っている。

## リリース
1990年3月14日に東芝EMIのEASTWORLⅮより8センチCDとカセットテープの2形態でリリースされた。
特に表記はされていないが、アルバム『ROMANTIC 1990』（1990年）に収録された音源とはヴァージョンが異なる。ベスト・アルバム『COMPLEX BEST』（1998年）にはシングル・ヴァージョンが収録。
カップリング「Just Another Day」は吉川晃司の作詞・作曲。本作には未収録であったが、『COMPLEX BEST』に収録。

## アートワーク
8センチCD盤は特殊パッケージになっており、紙ジャケットが右開きになっている他、CDを収納する紙製の袋と歌詞カードが添付されている。

## チャート成績
前作に続き、2作連続でオリコン1位を記録した。

## シングル収録曲
| 全作詞: 吉川晃司、全編曲: 布袋寅泰。 |                      |           |          |      |
| #                                    | タイトル             | 作詞      | 作曲     | 時間 |
| 1.                                   | 「1990」             | 吉川晃司  | 布袋寅泰 | 4:50 |
| 2.                                   | 「Just Another Day」 | 吉川晃司  | 吉川晃司 | 3:52 |
| 合計時間:                            | 合計時間:            | 合計時間: | 8:47     |      |

## スタッフ・クレジット

### 参加ミュージシャン
- 吉川晃司 - ボーカル
- 布袋寅泰 - ギター、バッキングボーカル
- 藤井丈司 - キーボードプログラミング

## リリース履歴
| No. | 日付          | レーベル             | 規格         | 規格品番            | 最高順位 | 備考 |
| --- | ------------- | -------------------- | ------------ | ------------------- | -------- | ---- |
| 1   | 1990年3月14日 | 東芝EMI／イEASTWORLⅮ | 8センチCD CT | TODT-2486 TOST-2486 | 1位      |      |

## 収録アルバム
- 「1990」
  - 『ROMANTIC 1990』（1990年）（アルバムバージョンで収録）
  - 『19901108』（1991年）（ライブバージョンで収録）
  - 『COMPLEX BEST』（1998年）（シングルバージョンで収録）
  - 『COMPLEX 20110731 日本一心』（2011年）（ライブバージョンで収録）
- 「Just Another Day」
  - 『COMPLEX BEST』（1998年）